# Karen Elliott House

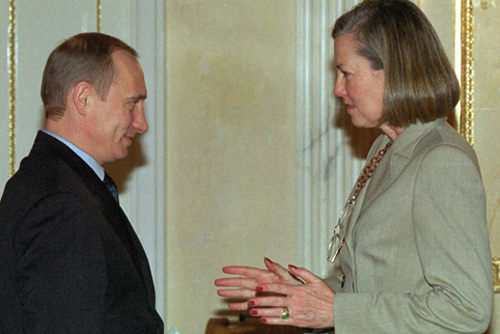
Elliot House (rechts) met Poetin

Karen Elliott House (Matador, 7 december 1947) is een bekende journaliste en won in 1984 de Pulitzerprijs.
In de Forbes lijst van "Machtigste Vrouwen 2005" eindigde ze op de 73e plaats.

## Biografie
Elliott deed een bachelor in de journalistiek aan de Universiteit van Texas te Austin.
Karen Elliott begon te werken voor The Wall Street Journal in 1974  als buitenlandcorrespondent en later ook als uitgever. Daarna werd ze ook voorzitter van Dow Jones International in 1995 tot haar pensioen in 2006.
Momenteel geeft ze een lesopdracht aan de Kennedy School of Government van de Harvard Universiteit. Ook is Elliott sinds 2009 voorzitter van de raad van bestuur van RAND Corporation.

## Erkentelijkheid
- 1983 : Bob Considine Award[3]
- 1984 : Pulitzerprijs
- 1987 : Bob Considine Award[4]